# Tieschen
Tieschen é um município da Áustria, situado no distrito de Südoststeiermark, no estado da Estíria. Tem 18,17 km² de área e sua população em 2019 foi estimada em 1.219 habitantes.